# كلمة حمراء (فلم)
كلمة حمراء هو فيلم وثائقي تونسي من تأليف وإخراج إلياس بكار سنة 2011.
حصل الفيلم على جائزة أفضل فيلم وثائقي «نوافذ على العالم» في نسخة 2012 من مهرجان الأفلام الأفريقية والآسيوية وأمريكا اللاتينية في ميلانو.

## القصة
يصف الفيلم انتفاضة الشعب التونسي، التي بدأت في 17 ديسمبر 2010 بعد إضرام محمد البوعزيزي النار في نفسه، ووفاته بعد ذلك، مما أدى إلى استقالة وفرار الرئيس بن علي. ويُوثّق الفترة ما بين 18 يناير ونهاية فبراير 2011.
لعمل الفيلم الوثائقي وتصوير حياة أبطال الثورة، سافر إلياس بكار عبر مدن ومناطق مختلفة في تونس بهدف عرض الأحداث التي غيرت تاريخ البلاد من وجهات نظر مختلفة، باستخدام تسجيلات الهواة أيضًا.

## جوائز
- 2012: أفضل فيلم وثائقي «نوافذ على العالم» خلال مهرجان السينما الأفريقية والآسيوية واللاتينية بميلانو

## روابط خارجية
- كلمة حمراء على موقع IMDb (الإنجليزية)
- كلمة حمراء على موقع ألو سيني (الفرنسية)
- كلمة حمراء على موقع Turner Classic Movies (الإنجليزية)
- كلمة حمراء على موقع أول موفي (الإنجليزية)
- كلمة حمراء على موقع قاعدة بيانات الفيلم (الإنجليزية)
- كلمة حمراء على موقع ليتربوكسد (الإنجليزية)